# Typograf kazań papieża Leona I
Typograf kazań papieża Leona I (Typographus Leonis papae I Sermones) – anonimowa oficyna drukarska działająca prawdopodobnie na terenie Polski w latach 1473–1478.
W opracowaniach drukarz lub oficyna są też określane nazwami: Drukarz kazań papieża Leona I lub Drukarnia kazań papieża Leona I. Znanych jest siedem dzieł pochodzących z tej oficyny. Zostały one wydrukowane czcionką pochodzenia holenderskiego. W oficynie tej pojawiły się pierwsze w Polsce czcionki zbliżone do antykwy.
Dokładne nazwisko drukarza ani miejsce działania tej oficyny nie są znane. Według hipotezy mogła ona znajdować się Chełmnie, do którego w 1473 przybyli Bracia Wspólnego Życia, zajmujący się zawodowo pracą pedagogiczną i wydawaniem książek. Gdyby hipoteza ta potwierdziła się, byłaby to druga najstarsza drukarnia w Polsce obok krakowskiej drukarni Kaspra Straubego.